# بومی (فیلم)
بومی (آلمانی: Gebürtig) یک فیلم درام اتریشی است که در سال ۲۰۰۲ منتشر شد. این فیلم نمایندهٔ کشور اتریش جهت رقابت برای جایزه اسکار بهترین فیلم بین‌المللی در هفتاد و پنجمین دوره جوایز اسکار بود که به فهرست نهایی نامزدها راه نیافت. از بازیگران این فیلم می‌توان به پیتر زیمونیشک، آگوست زیرنر و دانیل اولبریخسکی اشاره کرد.